# Xestia asixis
Xestia asixis là một loài bướm đêm trong họ Noctuidae.